# Erika Araki
Erika Araki (jap. 荒木絵里香 Araki Erika; ur. 3 sierpnia 1984 roku w Kurashiki, w prefekturze Okayama) – japońska siatkarka, reprezentantka kraju, grająca na pozycji środkowej. W 2010 r. zdobyła brązowy medal Mistrzostw Świata, rozgrywanych w Japonii.
W 2021 roku po Igrzyskach Olimpijskich w Tokio postanowiła zakończyć siatkarską karierę.

## Sukcesy klubowe
Mistrzostwo Japonii:
- 2008, 2010, 2012
- 2004, 2011, 2013
- 2015, 2018

Klubowe Mistrzostwa Azji:
- 2012
- 2008

Liga Mistrzyń:
- 2009

## Sukcesy reprezentacyjne
Mistrzostwa Azji:
- 2007, 2017
- 2003, 2009, 2011
- 2005

Igrzyska Azjatyckie:
- 2006

Puchar Piemontu:
- 2010

Mistrzostwa Świata:
- 2010

Volley Masters Montreux:
- 2011

Igrzyska Olimpijskie:
- 2012

## Nagrody indywidualne
- 2008: MVP, najlepsza atakująca i blokująca ligi japońskiej w sezonie 2007/2008
- 2008: Najlepsza blokująca Igrzysk Olimpijskich w Pekinie
- 2013: Najlepsza atakująca, blokująca i zagrywająca ligi japońskiej w sezonie 2012/2013